# Pilumnus pannosus
Pilumnus pannosus är en kräftdjursart som beskrevs av M. J. Rathbun 1896. Pilumnus pannosus ingår i släktet Pilumnus och familjen Pilumnidae. Inga underarter finns listade i Catalogue of Life.